# Ruprecht I. von Liegnitz
Ruprecht I. von Liegnitz (auch Rupert I. von Liegnitz; * 27. März 1347; † 1409) war Herzog von Liegnitz. Er entstammte dem Geschlecht der Schlesischen Piasten.

## Herkunft und Familie
Ruprechts Eltern waren Herzog Wenzel I. und Anna († 1367), Tochter des Teschener Herzogs Kasimir I. Ruprechts Geschwister waren:
- Wenzel II. († 1419), Bischof von Lebus und von Breslau
- Boleslaw IV. († 1394), verunglückte bei einem Reitturnier
- Hedwig († 1409), ⚭ 1372 Herzog Heinrich VI. von Sagan († 1393) und
- Heinrich VII. († 1398), Domherr von Breslau und Bischof von Kujawien

1372 vermählte sich Ruprecht mit der Witwe des polnischen Königs Kasimir des Großen, Hedwig († 1390), der einzigen Tochter des Glogauer Herzogs Heinrich V. von Glogau-Sagan. Der Ehe entstammten die Töchter
- Barbara († 1435), ⚭ 1396 Rudolf III., Kurfürst von Sachsen-Wittenberg
- Agnes († 1411), Klarissin in Breslau

## Leben
Nach dem frühen Tod des Vaters 1364 waren Ruprecht und seine Geschwister noch unmündig. Deshalb wurden sie zunächst unter die Vormundschaft ihres Onkels Ludwig I. gestellt. Nachdem Ruprecht drei Jahre später die Volljährigkeit erreicht hatte, übernahm er die Regierung des Herzogtums Liegnitz sowie die Vormundschaft über seine jüngeren Geschwister. Da sich seine Brüder, die weiterhin als Herzöge von Liegnitz titulierten, dem geistlichen Beruf zuwandten, verblieb Liegnitz mit Goldberg ungeteilt in Ruprechts Besitz.
1369 übernahm Ruprecht die Vormundschaft über die Glogauer Prinzen Heinrich VI. († 1393), Heinrich VII. († 1394) und Heinrich VIII († 1397), die damals noch unmündigen Söhne seines Schwiegervaters Heinrich V. von Glogau-Sagan. 1379 erwirkte er zusammen mit seinem Onkel Ludwig I. bei seinem Landesherrn, dem böhmischen König Wenzel IV. eine Gesamtbelehnung ihrer Gebiete, wodurch sie einem Heimfall von Teilgebieten, die durch weitere Sonderungen entstehen könnten, vorbeugten.
Nachdem Ruprecht zu Weihnachten 1380 seinem Bruder, dem Breslauer Domherrn Heinrich VII. ein Fass Schweidnitzer Bier sandte, das von der Stadt Breslau beschlagnahmt wurde, kam es zum sogenannten Breslauer Bierkrieg, der bis 1382 andauerte. Dadurch verlor Ruprechts Bruder Heinrich 1381 die Position des Administrators von Breslau, die jedoch im selben Jahr dem älteren Bruder Wenzel übertragen wurde, der nach der Befriedung 1382 Bischof von Breslau wurde.
Nach dem Tod der Schweidnitzer Witwe Agnes von Habsburg 1392 erhielt Ruprecht das bis dahin verpfändet gewesene Nimptsch zurück.
Nach dem Tod des Glogauer Herzogs Heinrich VIII. 1397 übernahm Ruprecht bis 1403 die Vormundschaft über dessen Söhne Johann I., Heinrich IX., Heinrich X. „Rumpold“ und Wenzel.
Ruprecht war ein angesehener Fürst, der mehrmals zum Schiedsrichter bestellt wurde. Nach der zweiten Gefangennahme König Wenzels stand er zusammen mit dem Oppelner Herzog Bernhard von Falkenberg dem am 17. Juli 1402 geschlossenen Schlesischen Bund vor, dem alle schlesischen Fürsten sowie die Städte des Erbfürstentums Breslau angehörten. 1403 bot sich Ruprecht zusammen mit Bolko III. und dessen Sohn Nikolaus († 1405) von Münsterberg dem Erzherzog Albrecht IV. als Geisel anstelle Königs Wenzel an, der immer noch in Haft gehalten wurde.
Ruprecht starb 1409 ohne männliche Nachkommen. Da seine Brüder Boleslaw († 1394) und Heinrich VII. († 1397) bereits tot waren, stand das Herzogtum Liegnitz nun unter der Regierung seines einzigen noch lebenden Bruders, des Breslauer Bischofs Wenzel von Liegnitz. Mit diesem erlosch 1419 die direkte Linie Liegnitz. Aufgrund der Gesamtbelehnung von 1379 fiel Liegnitz jedoch noch nicht als erledigtes Lehen an die Krone Böhmen. Erbe wurde Ludwigs I. Enkel Ludwig II., der es mit seinem Herzogtum Brieg verband.
Ruprechts Leichnam wurde in der Liegnitzer Kollegiatkirche zum Hl. Grab beigesetzt.